# Драгослав Богавац
Драгослав Богавац (Беране, 1910 — Врбницa, 1942) био је учесник Народноослободилачке борбе и народни херој Југославије.

## Биографија
Драгослав Богавац је рођен у Иванграду 1910. године. Да би студирао права отишао је у Београд. За време студија 1933. године почео је да симпатише раднички покрет. Касније је отишао у Краљево и тамо се запослио у Фабрици вагона. Док је био у Краљеву радио је неуморно све партиjске задатке, тако да су сви протести, штрајкови и остале акције биле остварене великим делом због његовог рада. У КПЈ је примљен 1936. године.
Због партиjског рада 1939. године ухапшен је у Београду и одведен у озлоглашени затвор на Ади Циганлији. У затвору се понео јуначки, иако је свакодневно мучен није одао ниједну информацију.
Када се вратио у Краљево почео је да обнавља партиjску организацију и да прикупља борце за партизанске редове. Постао је секретар окружног комитета КПЈ 1941. године. Од пристиглих партизана успео је да састави три одреда. Због јаког надирања непријатеља и Прве непријатељске офанзиве морао је да се повуче у Босну. У Босни се састао са другим партизанским одредима и постао је комесар Фочанско-челебићког одреда. Заједно са својим одредом водио је храбре борбе широм Босне.
У пролеће 1942. године група од 2200 четника је опколила 5. пролетерску НОУ бригаду, Херцеговачки и Калиновички НОП одред, народ (жене, деца и старци), део болнице (170 рањеника), ВШ НОП и ДВ Југославије у Врбници на планини Зеленгора. Партизани су после два дана борбе успели да се пробију, али је при пробоју живот изгубио Драгослав Богавац и већина припадника његовог одреда.
Драгослав Богавац је проглашен за народног хероја 6. јула 1953.